# دالي بينيت
دالي بينيت (بالإنجليزية: Dale Bennett)‏ (6 يناير 1990 بمنطقة أنفيلد في المملكة المتحدة - ) هو لاعب كرة قدم بريطاني في مركز الدفاع. لعب مع فوريست غرين ونادي برينتفورد ونادي واتفورد ويوفل تاون ونادي كيترينغ تاون وإيه أف سي ويمبلدون ونادي ويلدستون لكرة القدم.

## وصلات خارجية
- دالي بينيت على موقع إي إس بي إن إف سي (الإنجليزية)
- دالي بينيت على موقع قاعدة بيانات كرة القدم.إي يو (الإنجليزية)
- دالي بينيت على موقع Soccerbase.com (لاعب) (الإنجليزية)